# Richard Hambleton
Pour les articles homonymes, voir Hambleton.
Richard Art Hambleton, né le 23 juin 1952 à Vancouver (Colombie-Britannique) et mort le 29 octobre 2017 à New York (État de New York), est un peintre et un graffeur canadien connu pour son travail en tant qu'artiste de rue. Il a été membre d'un groupe qui a émergé sur la scène artistique des années 1980, pendant l'essor du marché de l'art à New York, qui comprenait également Keith Haring et Jean-Michel Basquiat,. Bien qu'il soit souvent associé à l'art du graffiti, Hambleton se considérait comme un artiste conceptuel faisant à la fois de l'art public et des œuvres pour les galeries.

## Biographie
En 1979, Hambleton s'installe définitivement dans le Lower East Side de New York. C'est à New York que Hambleton acquiert une certaine notoriété pour ses peintures de Shadowman au début des années 1980. Chaque tableau ressemble à la silhouette grandeur nature d'une personne mystérieuse.
Les premières œuvres de Hambleton dans l'espace public représentent une imitation de scènes de crime. Pour ce faire, il a utilisé de la craie blanche pour dessiner les contours typiques des victimes de meurtre autour de volontaires allongés sur le sol, puis a éclaboussé le dessin de peinture rouge pour créer une «scène de meurtre» aussi authentique que possible. De 1976 à 1979, il a créé plus 600  œuvres à San Francisco, Vancouver, Los Angeles, Toronto, Chicago, New York, Seattle, Montréal, Winnipeg, Regina, Calgary, Portland, Ottawa et Banff. Comme ses Shadow Men ultérieurs, ces œuvres étaient destinées à choquer les passants et à faire sensation.
Ses œuvres les plus célèbres sont les Shadow Men (hommes de l'ombre) du début des années 1980. Il peint au pinceau des silhouettes humaines grandeur nature, parfois très grossièrement, avec de la peinture noire sur divers murs d'espaces publics. Il  place ses œuvres de manière à toucher le plus grand nombre et de manière la plus efficace. Par exemple, il plaçait délibérément ses personnages dans des ruelles et des coins sombres, où ils se «cachaient», pour ainsi dire, afin d'effrayer les piétons. En plus de New York, il a également exposé ses œuvres à Paris et à Berlin. En effet, depuis 1977 les œuvres de Richard Hambleton ne se trouvent pas seulement dans les espaces publics, mais sont également exposées dans des galeries et des musées du monde entier,, notamment des œuvres sur toile et sur papier représentant ses hommes-ombres. Son art a également été présenté à la Biennale de Venise en 1984 et 1988.